# Haworthia pygmaea
Haworthia pygmaea és una espècie del gènere Haworthia de la subfamília de les asfodelòidies.

## Descripció
Haworthia pygmaea és una petita suculenta que pot créixer solitàriament o en grups de fins a 10 cm de diàmetre. Té entre 12 a 15 fulles arrodonides i puntes arrodonides que formen una roseta de 3 cm de diàmetre. Les fulles fan fins a 4 cm de llargada i 1,8 cm d'amplada, brillants, de color verd fosc o verd oliva amb ratlles de color verd més clar. Al llarg de la temporada de fred, prenen un to rosat. Les flors blanques amb venes verdoses apareixen a la primavera i a l'estiu en tiges de fins a 30 cm d'alçada on n'apareixen entre 15 a 20 flors.

## Distribució
Haworthia pygmaea és comú a la província de sud-africana del Cap Occidental.

## Taxonomia
Haworthia pygmaea va ser descrita per Poelln. i publicat a Repertorium Specierum Novarum Regni Vegetabilis 27: 132, a l'any 1929.
Etimologia
Haworthia: nom en honor del botànic britànic Adrian Hardy Haworth (1767-1833).
pygmaea: epítet llatí que vol dir "nana, petita".
Varietats acceptades
- Haworthia pygmaea var. pygmaea (varietat tipus)
- Haworthia pygmaea var. acuminata (M.B.Bayer) M.B.Bayer
- Haworthia pygmaea var. argenteo-maculosa (G.G.Sm.) M.B.Bayer
- Haworthia pygmaea var. dekenahii (G.G.Sm.) M.B.Bayer
- Haworthia pygmaea var. fusca (Breuer) M.B.Bayer
- Haworthia pygmaea var. vincentii (Breuer) M.B.Bayer[4]

Sinonímia
- Haworthia planifolia var. transiens Poelln. (Basiònim|Sinònim reemplaçat)
- Haworthia cymbiformis var. transiens (Poelln.) M.B.Bayer[5]